# مارکوس پاکتا
مارکوس سزار دیاس د کاسترو (پرتغالی: Marcos César Dias de Castro؛ زادهٔ ۲۷ اوت ۱۹۵۸) که عموماً با نام مارکوس پاکتا شناخته می‌شود، بازیکن فوتبال پیشین و سرمربی فوتبال اهل برزیل است.

## افتخارات
قهرمانی جام حذفی و لیگ حرفه‌ای عربستان با الهلال در سال ۲۰۰۴/۰۵
قهرمان لیگ ستارگان قطر با الغرافه در سال ۲۰۰۷/۰۸
قهرمانی لیگ ستارگان قطر و جام حذفی قطر با الغرافه در سال ۲۰۰۸/۰۹
قهرمان جام حذفی قطر با الریان در سال ۲۰۰۹/۱۰
قهرمان لیگ برتر الجزایر با بلوزداد در سال ۲۰۲۱/۲۲
وی سابقه بازی در تیم‌های آمریکا (آرجی) و واسکو دوگاما را دارد.